# Mayotte La Première (radio)
Pour les articles homonymes, voir Mayotte La Première.
Mayotte La Première est une chaîne de radio généraliste publique française de proximité  de France Télévisions diffusée dans le département d'outre-mer de Mayotte.

## Histoire de la chaîne
Le 1er septembre 1960, la Société de radiodiffusion de la France d'outre-mer (SORAFOM) organise la pose de la première pierre de la maison de la Radio à Dzaoudzi, dans le quartier de la Ferme en Petite-Terre sur l'île de Mayotte, dans ce qui est alors le territoire d'outre-mer français de l'Archipel des Comores. Les premières émissions de Radio Comores en phase d'essai ont lieu en février 1961 depuis l'émetteur de Dzaoudzi.
La SORAFOM devient l'Office de coopération radiophonique (OCORA) en 1962, placé sous le giron de la Radiodiffusion-télévision française (R.T.F.). Par la suite, la station appartient à l'Office de radiodiffusion télévision française (O.R.T.F.) à partir de juin 1964 et quitte la Ferme le 15 octobre 1967, pour implanter ses studios à Moroni, en Grande-Comore.
À la suite de l'éclatement de l'O.R.T.F. le 31 décembre 1974 et de la création de la nouvelle société nationale de programme France-Régions 3 responsable de toutes les chaînes de radio et de télévision régionales, la station devient FR3-Comores le 6 janvier 1975, puis FR3 Mayotte le 14 décembre 1975, à la suite de la déclaration d'indépendance de la République fédérale islamique des Comores. Les studios regagnent alors Mayotte pour s'implanter à Pamandzi en Petite-Terre dans des locaux loués à la Collectivité Territoriale.
Le 31 décembre 1982, la chaîne prend le nom de RFO Mayotte à la suite de la création de la société nationale de programmes RFO par transfert des activités de FR3 pour l'Outre-mer.
Radio Mayotte est créée en février 1999 lors de la transformation de RFO en Réseau France Outre-mer.
La loi de réforme de l'audiovisuel n° 2004-669 du 9 juillet 2004 intègre la société de programme Réseau France Outre-mer au groupe audiovisuel public France Télévisions, qui devient alors un acteur de la radio publique en France, et dont dépend depuis Radio Mayotte. Son président, Rémy Pflimlin, annonce le 12 octobre 2010 le changement de nom du Réseau France Outre-mer en Réseau Outre-Mer 1re pour s'adapter au lancement de la TNT en Outre-Mer. Toutes les chaînes de radio du réseau changent de nom le 30 novembre 2010 lors du démarrage de la TNT et Radio Mayotte devient ainsi Mayotte La 1re.

## Identité visuelle

### Logos

Logo de R.T.F. Radio Comores de 1960 au 26 juin 1964
Logo de O.R.T.F. Radio Comores du 27 juin 1964 au 5 janvier 1975
Logo de FR3-Comores du 6 janvier au 13 décembre 1975, puis de FR3-Mayotte du 14 décembre 1975 au 30 décembre 1982
Logo de RFO Mayotte du 31 décembre 1982 à 1993
Logo de RFO Mayotte de 1993 au 1er janvier 1999
Logo de Radio Mayotte du 23 mars 2005 au 29 novembre 2010
Logo de Mayotte 1re du 30 novembre 2010 au 28 janvier 2018
Logo de Mayotte La 1re depuis le 29 janvier 2018

### Slogan
- « Moi, je suis comme ma radio ! » (2011)

## Organisation
Mayotte La 1re est l'antenne de radiodiffusion du pôle média de proximité Mayotte La 1re Radio-Télé-Internet, déclinaison du pôle Outre-Mer 1re de France Télévisions.

### Dirigeants
Directeurs régionaux :
- Laurence Mayerfeld : du 15 mars 2004 au 4 avril 2005
- Jean-François Moënnan : 5 septembre 2005 - 30 juin 2008
- Jérôme Poidevin : 1er juillet 2008 - 2010
- Gérald Prufer

Directeur des antennes :
- Mohamadi-Youssouf Toumbou

### Budget
Mayotte La 1re dispose d'un budget versé par Outre-Mer 1re et provenant pour plus de 90 % des ressources de la redevance audiovisuelle et des contributions de l’État français allouées à France Télévisions. Il est complété par des ressources publicitaires.

### Missions
Les missions de Mayotte La 1re sont de produire des programmes de proximité, d'assurer une meilleure représentation de la vie sociale, culturelle, sportive, musicale et économique de l'île dans le bassin de l'Océan Indien et à l'international par la coproduction de magazines et par le biais de Radio Ô. Elle est aussi chargée de représenter la diversité et la neutralité.

### Moyens techniques
Mayotte La 1re dispose d'un studio, une régie D.J., une régie radio et du matériel de reportage. Depuis août 2003, la radio est équipée du système d'exploitation numérique NETIA.

## Programmes
Mayotte La 1re diffuse des émissions de proximité, mais également des émissions produites par Radio Ô ou issues du groupe Radio France. Elle diffuse 16 heures de programmes et d'information en français et en mahorais et relaie la nuit RFI à partir de 22h.

### Émissions
- Journal : trois éditions en français de 13 à 15 minutes (7 h 30, 12 h 30 et 18 h) et trois éditions en mahorais de 13 à 15 minutes (6 h 30, 13 h et 19 h 30) diffusées quotidiennement
- Retour sur l'actualité : magazine d'actualité
- Antenne ouverte : libre-antenne d'une durée de 15 minutes, offrant la possibilité aux auditeurs de s'exprimer en direct sur les sujets d'actualité

## Diffusion
Mayotte La 1re est diffusée sur le réseau hertzien analogique en modulation d'amplitude et en FM via six émetteurs TDF couvrant l’ensemble du département de Mayotte. Ces émetteurs peuvent être recensés ainsi :
- Koungou ;
- Bandrele ;
- Dzaoudzi (Petite-Terre) ;
- M'lima / Combani (Zone centre / côte ouest) ;
- Mtsamboro / Madjabalini (Zone nord de Mayotte) ;
- Kani / Keli / Choungui (Zone sud de Mayotte).

Elle est aussi accessible en streaming sur son site internet.
Le pôle Mayotte La 1re Radio-Télé-Internet diffuse aussi France Inter en direct 24 h sur 24.